# H集团军群

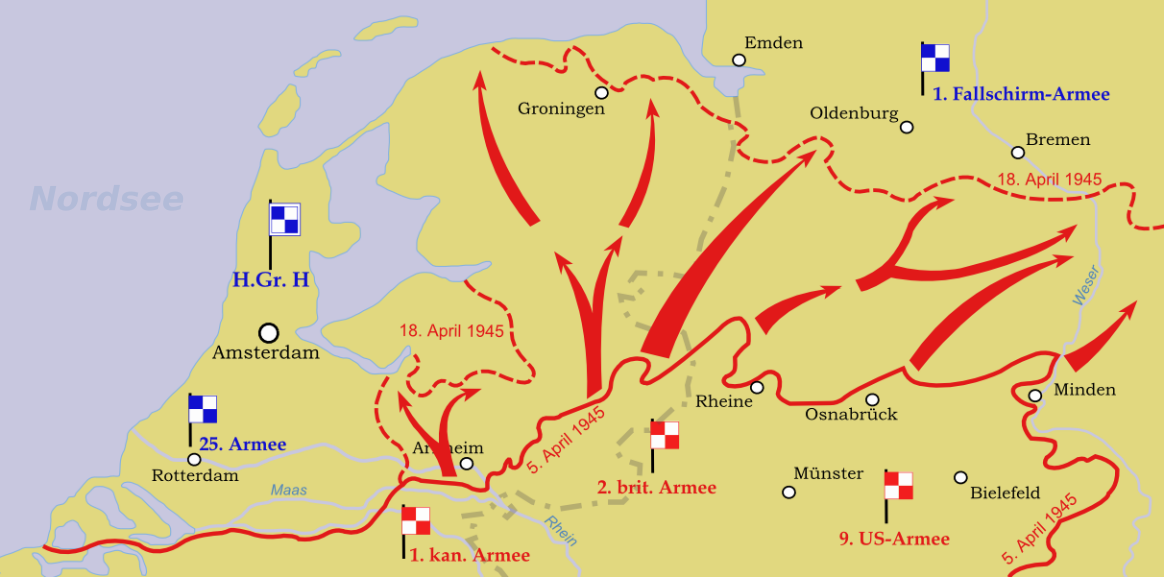
1945年4月集團軍H的情況

H集團軍，1945年3月以後称西北集團軍，是第二次世界大戰中，納粹德國德意志國防軍下的一個集團軍。驻扎於荷蘭及北萊茵-西發利亞邦。
H集團軍（H代表荷蘭（Holland））於1944年11月11日在荷蘭組建。其中包含空軍第1空降軍團和第15軍團（1945年1月被第25軍團取代)，以十二個師駐守荷蘭。1945年3月，集團軍更名為西北集團軍（Heeresgruppe Nordwest），隸屬於西北總司令（德語：Oberbefehlshaber Nordwest，OB Nordwest）恩斯特·布施。在德軍被戰利品行動從萊茵河逼退後，1945年5月4日，西北總司令在呂訥堡石楠草原向蒙哥馬利元帥投降。

## 指揮官
| 任次 |                       | 指揮官                                   | 就职          | 离职          | 任职时间 |
| ---- | --------------------- | ---------------------------------------- | ------------- | ------------- | -------- |
| 1    | 庫爾特·斯圖登特       | 大將 庫爾特·斯圖登特 （1890–1978）       | 1944年11月1日 | 1945年1月28日 | 88天     |
| 2    | 約翰內斯·布拉斯科維茨 | 大將 約翰內斯·布拉斯科維茨 （1883–1948） | 1945年1月28日 | 1945年4月15日 | 77天     |
| 3    | 恩斯特·布施           | 元帥 恩斯特·布施 （1885–1945）           | 1945年4月15日 | 1945年5月4日  | 19天     |

## 戰鬥序列

### 1944
- 空軍第1空降軍團
- 第15軍團

### 1945
- 空軍第1空降軍團
- 第25軍團（英语：25th Army (Wehrmacht)）
- 布魯門特里特臨時集團軍（德语：Armeegruppe Blumentritt）[註 1]
- 丹麥的軍事指揮官（英语：Wehrmachtbefehlshaber#Denmark）